# 中村駿太 (ラグビー選手)
中村 駿太（なかむら しゅんた、1994年2月28日 - ）は、ジャパンラグビーリーグワン横浜キヤノンイーグルスに所属するラグビー選手。

## プロフィール
- 東京都杉並区出身。
- ポジションはフッカー(HO)。
- 身長 176 cm、体重 105 kg
- ニックネームはシュンタ。
- U20日本代表に選ばれたことがある[1]。
- 主将をやったことで良かったのは人前でしっかりと話せるようになったこと[2]。

## 来歴
小学1年生からラグビーを始めた。
2012年、桐蔭学園高校卒業後、明治大学に入学する。なお桐蔭学園高校時代、高校日本代表に選ばれたことがある。
2015年、明治大学ラグビー部の主将に就任し、同チームの3年ぶりの関東大学ラグビー対抗戦グループ1部優勝に貢献した。
2016年、明治大学卒業後、サントリーサンゴリアス(現・東京サントリーサンゴリアス)に加入。同年8月26日に行われたジャパンラグビートップリーグ第1節の近鉄ライナーズ戦にて途中出場で公式戦初出場を果たす。
2023年、横浜キヤノンイーグルスに加入。